# Związek gmin Staufen-Münstertal
Związek gmin Dreisamtal – związek gmin (niem. Gemeindeverwaltungsverband) w Niemczech, w kraju związkowym Badenia-Wirtembergia, w rejencji Fryburg, w regionie Südlicher Oberrhein, w powiecie Breisgau-Hochschwarzwald. Siedziba związku znajduje się w miasto Staufen im Breisgau, przewodniczącym jego jest Michael Benitz.
Związek zrzesza jedno miasto i jedną gminę wiejską:
- Münstertal/Schwarzwald, 5 155 mieszkańców, 67,73 km²
- Staufen im Breisgau, miasto, 7 628 mieszkańców, 23,26 km²